# Мар'ївка (Ізюмський район)
Ма́р'ївка —  село в Україні, у Барвінківській міській громаді Ізюмського району Харківської області. 
Населення становить 31 осіб. До 2020 орган місцевого самоврядування — Іванівська Друга сільська рада.

## Географія
Село Мар'ївка знаходиться на лівому березі річки Берека. На протилежному березі знаходиться село Українка. На заході, півдні та сході село оточують болота і заливні луки, за 1 км на північ знаходяться залишки зруйнованих оборонних споруд та стін.

## Економіка
- В селі є молочно-товарна і вівце-товарна ферми.
- Невеликий піщаний кар'єр.

## Історія
На території села існувала Бузова фортеця, що була споруджена у 1731 за зразковим проектом фортець Української лінії. Розмір фортеці по гребеню валу був близько 800 метрів. Бусова (Тамбовська) фортеця з'єднувалася валом і ровом з Фортецею святого Петра та Слобідською Фортецею.
12 червня 2020 року, відповідно до Розпорядження Кабінету Міністрів України  № 725-р «Про визначення адміністративних центрів та затвердження територій територіальних громад Харківської області», увійшло до складу Барвінківської міської територіальної громади.
19 липня 2020 року, в результаті адміністративно-територіальної реформи та ліквідації Барвінківського району, село увійшло до складу Ізюмського району.